# المجرفة الحديدية
المجرفة الحديدية والجدار الحديدي  هما الاسمان الرمزيان اللذان أُطلقا على جهود إسرائيل لمنع بناء الأنفاق الهجومية من قطاع غزة إلى داخل إسرائيل، الذي يقال إنه يعتمد جزئيًا على مشروع القبة الحديدية . المطور الرئيسي للمشروع هي شركة أنظمة إلبيط ، مع شركة رافائيل، مطوري القبة الحديدية، المشاركين أيضًا في المشروع. 